# Berta (Susukan)
Berta is een bestuurslaag in het regentschap Banjarnegara van de provincie Midden-Java, Indonesië. Berta telt 3181 inwoners (volkstelling 2010).